# Aloe excelsa

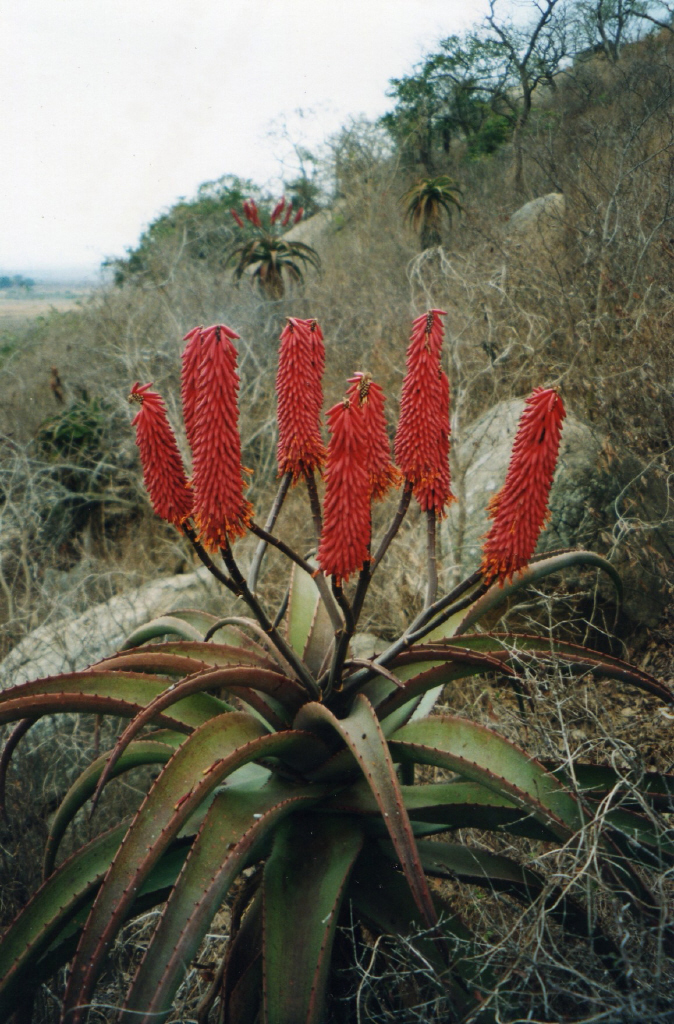
In Blüte

Aloe excelsa ist eine Pflanzenart der Gattung der Aloen in der Unterfamilie der Affodillgewächse (Asphodeloideae). Das Artepitheton excelsa stammt aus dem Lateinischen, bedeutet ‚hoch‘ und verweist auf das Wachstum der Art.

## Beschreibung

### Vegetative Merkmale
Aloe excelsa wächst einzeln und stammbildend. Der aufrechte Stamm ist bis zu 4 Meter lang und mit den Resten trockener Laubblätter bedeckt. Die etwa 30 dreieckig spitz zulaufenden Laubblätter bilden dichte Rosetten. Die ältesten von ihnen sind mit der Zeit zurückgebogen. Die trübgrüne Blattspreite ist bis zu 80 Zentimeter lang und 15 Zentimeter breit. Die Blattunterseite ist meist warzig-stachelig. Die stechenden, rötlich braunen Zähne am Blattrand sind 5 bis 6 Millimeter lang und stehen 15 bis 20 Millimeter voneinander entfernt.

### Blütenstände und Blüten
Der Blütenstand besteht aus bis zu 14 Zweigen und ist 80 bis 100 Zentimeter lang. Die sehr dichten, zylindrisch Trauben sind 15 bis 25 Zentimeter lang. Die zurückgeschlagenen Brakteen weisen eine Länge von 4 bis 6 Millimeter auf und sind ebenso breit. Die roten oder orangefarbenen Blüten stehen an etwa 1 Millimeter langen Blütenstielen. Die leicht bauchigen Blüten sind 30 Millimeter lang und an ihrer Basis gerundet. Auf Höhe des Fruchtknotens weisen sie einen Durchmesser von 5 Millimeter auf. Darüber sind sie bis zur Mitte auf 7 Millimeter erweitert und anschließend zu ihrer Mündung hin verengt. Ihre äußeren Perigonblätter sind auf einer Länge von etwa 15 Millimetern nicht miteinander verwachsen. Die Staubblätter und der Griffel ragen bis zu 10 Millimeter aus der Blüte heraus.

### Genetik
Die Chromosomenzahl beträgt {\displaystyle 2n=14}.

## Systematik und Verbreitung
Aloe excelsa ist in Malawi, Mosambik, Sambia, Simbabwe und Südafrika verbreitet. Aloe excelsa var. breviflora wächst in Malawi und Mosambik in Höhenlagen von 230 bis 615 Metern auf feuergeschützten Felsvorkommen.
Die Erstbeschreibung durch Alwin Berger wurde 1906 veröffentlicht. Es werden folgende Varietäten unterschieden:
- Aloe excelsa var. excelsa
- Aloe excelsa var. breviflora L.C.Leach

Aloe excelsa var. breviflora

Die Unterschiede zu Aloe excelsa var. excelsa sind: Die Laubblätter sind schmaler und besitzen an beiden Seiten keine Stacheln. Die Blütentrauben sind schmaler und in der Regel weniger dicht. Die Blüten sind etwa 20 Millimeter lang.
Die Erstbeschreibung der Varietät erfolgte 1977 durch Leslie Charles Leach.

## Nachweise